# Jhapa District
Jhapa District er et af Nepals 75 administrative og politiske regioner, betegnet distrikter (lokalt betegnet district, zilla, jilla el. जिल्ला). Jhapa er et distrikt i lavlandet Terai, som ligger i Mechi Zone i Eastern Development Region.
Jhapa areal er 1606 km² og der boede ved folketællingen 2001 i alt 633042 og i 2007 707108 i distriktet. Distriktets politiske organ District Development Committee er sammensat gennem indirekte valg, med repræsentation fra hver af de 9-17 administrative enheder ilakaer, hvert distrikt er opdelt i. 
Jhapa District er endvidere opdelt i 50 udviklingskommuner (lokalt navn: Gaun Bikas Samiti (G.B.S.) el. Village Development Committee (VDC)), hvoraf byer med over 10.000 indbyggere kategoriseres som købstæder (municipalities). 
Jhapa District er udviklingsmæssigt – gennem anvendelse af FN og UNDP's Human Development Index – kategoriseret som nr. 18 ud af Nepals 75 distrikter.

## Eksterne links
- Kort over Jhapa District
- Jhapa District sundhedsprofil – fra FN-Nepal (på engelsk)

26°32′N 87°56′Ø / 26.53°N 87.93°Ø